# Guarania
La guarania es un género musical de carácter vocal e instrumental, de ritmo lento y acompasado, creado por el músico paraguayo José Asunción Flores en 1925. Se caracteriza por componer piezas en modo menor. El nombre fue propuesto por el mismo Flores luego de leer el poema Canto a la raza (1910) de Guillermo Molinas Rolón, en el cual se utiliza el nuevo término, con el que hace alusión a la región donde vivían los guaraníes, antepasados de la mayoría de los paraguayos.
La guarania fue concebida inicialmente como un género instrumental, pero luego se difundió hasta ser reconocido como un tipo de ritmo musical paraguayo. Los orígenes musicales se remontan en la época colonial y la interpretación se realiza a dúo. Proviene del «purahéi asy» (canción doliente en guaraní), un ritmo popular que solía ser difundido en las zonas rurales del Paraguay, y que suele ser etiquetado peyorativamente como «purahéi jahe'o». Luis Szarán describe a esta expresión musical como una canción lenta, melancólica y adecuada a ciertos estados de ánimo del pueblo que con el tiempo fue aceptado y desarrollado por otros compositores.
A diferencia de la polka paraguaya, la guarania posee un tempo lento, utiliza líneas melódicas y armónicas más elaboradas. En términos de armonía, sufrió influencias de otros géneros como la bossa nova y el bolero. A pesar de tener características melódicas parecidas con la polka paraguaya, el tempo lento de la guarania es el factor que propicia generar frases melódicas más extensas además de variaciones en la acentuación melódica.

## Historia de la guarania
La guarania Inspirado por el estilo musical denominado polka paraguaya, el creador utilizó ritmos y melodías más lentos y melancólicos para las composiciones en compás de 6/8. 
La primera canción interpretada como guarania fue una versión de la polka paraguaya Ma'erápa Reikuaase, la cual Herminio Giménez hizo tocar en una velocidad más lenta. Las tres primeras guaranias compuestas datan de 1928 y fueron: Jejui (hoy desaparecida), Kerasy y Arribeño resay. Esto, convierte a Paraguay en uno de los pocos países en los cuales se conoce al creador de uno de sus principales estilos musicales.
Desde su creación, la guarania se convirtió en el fenómeno musical más importante de Paraguay del siglo XX gracias a temas como India, Mis noches sin ti, Recuerdos de Ypacaraí, Ñemity, Soy de la Chacarita, Panambi Vera, Paraguaýpe; que generaron inmediata aceptación por parte del público. Además, sus letras tocan temas como: el amor, la añoranza a la patria o al pueblo, el carácter heroico del pueblo paraguayo, los problemas sociales y la pobreza. 
La guarania seduce más a personas de las poblaciones urbanas, que a las del interior. Esto es debido probablemente a que la gente de tierra adentro gusta preferentemente de estilos más rápidos como la polka paraguaya, en especial en su versión de Purahéi jahe'o (en guaraní: endecha musical, literalmente: canto lamentación).

## La guarania en Brasil
Hay dos versiones sobre su introducción en la música popular brasileña. Una, a través de trabajos de investigación de Raúl Torres, Ariovaldo Pires, Mário Zan y Nhô Pai, en sucesivos viajes a Paraguay. Torres fue responsable de una de las guaranias de mayor suceso en Brasil, Colcha de retazos, grabada por Cascatinha e Inhana. La misma dupla hizo un mega éxito con otra Guarania, India, de José Asunción Flores y Manuel Ortiz Guerrero, en versión de José Fortuna. A partir de la década de 1940 se tornó en uno de los géneros más utilizados por los compositores de música Caipira o Música sertaneja. La otra, que fue a través de los trabajadores por temporada de la yerba mate o mensús.
No caben dudas que la dupla Cascatinha (Francisco dos Santos, 1919-96) e Inhana (Ana Eufrosina, 1924-81) fueron grandes responsables de su gran aceptación. También la guarania ganó mucha popularidad a partir de 1951, con el disco de 78 rpm India de José Asunción Flores y Manuel Ortiz Guerrero), que traía como temas las canciones también paraguayas: Mi primer amor y Lejanía, de Herminio Giménez), ambas con transcripción de José Fortuna.
Muchas canciones inclusive fueron traducidas al portugués, los brasileños del sur sienten mucho apego hacia la cultura Guaraní.

## Compositores destacados
- José Asunción Flores
- Agustín Barboza
- Demetrio Ortiz
- Eladio Martínez
- Emigdio Ayala Báez
- Florentín Giménez
- Herminio Giménez
- Maneco Galeano
- Mauricio Cardozo Ocampo
- Epifanio Méndez Fleitas

## Algunas de las guaranias más conocidas
- Mis Noches Sin Ti (Demetrio Ortiz)
- Recuerdos de Ypacaraí (letra: Zulema de Mirkin; música: Demetrio Ortiz)
- Ne Rendápe Aju (letra: Manuel Ortiz Guerrero; música: José Asunción Flores)
- Despertar (Maneco Galeano)
- Mi Retorno (Carlos Sosa Melgarejo)
- Canción Del Arpa Dormida (letra: Atahualpa Yupanqui; música: Herminio Giménez)
- Mi Dicha Lejana (Emigdio Ayala Báez)
- Asunción (Federico Riera)
- Puerto Pinasco (Maneco Galeano)
- Lejanía (Herminio Giménez)
- Regalo De Amor (Mauricio Cardozo Ocampo)
- Mi Guitarra y Mi Voz (Luis Alberto del Paraná)
- A Mi Pueblito Escobar (Emigdio Ayala Báez)
- India (José Asunción Flores)
- Panambi Vera (letra: Manuel Ortiz Guerrero; música: José Asunción Flores)
- Che Pykasumi (Eladio Martínez)
- Reservista Purahéi (letra: Félix Fernández; música: Agustín Barboza)
- Paraguaýpe (José Asunción Flores)
- Soy De La Chacarita (Maneco Galeano)
- El Canto De Mi Selva (Herminio Giménez)
- Noches Del Paraguay (Samuel Aguayo)
- Ñane Aramboha (letra: Félix Fernández; música: Agustín Barboza)
- Mi Oración Azul (Herminio Giménez)
- Okarayguami Akã Sa'yju (Carlos Miguel Jiménez y Emilio Bobadilla Cáceres)
- En Mi Prisión De Esmeralda (Carlos Miguel Jiménez y Emilio Bobadilla Cáceres)
- Arribeño Resay (letra: Rigoberto Fontao Meza; música: José Asunción Flores)
- Guyra Hũ (letra: Carlos Federico Abente; música: José Asunción Flores)
- Mi Pequeño Amor (Ramón Ayala)
- Así Es Mi Tierra (Alberto de Luque)
- Oroite (José Asunción Flores)
- Quiero Verte (Carlos Sosa Melgarejo)
- Mi Patria Soñada (Agustín Barboza y Carlos Miguel Jiménez)
- Nde Ratypykua (letra: Félix Fernández; música: José Asunción Flores)
- Purahéi Paha (letra: Víctor Montórfano; música: José Asunción Flores)
- Asunción En Primavera (Ricardo "Pilo" Lloret)
- Ñasaidype (letra: Félix Fernández; música: José Asunción Flores)
- Bienvenido Hermano Extranjero (Carlos Sosa Melgarejo)
- Qué Será De Ti (Demetrio Ortiz)
- Ka'aty (letra: Rigoberto Fontao Meza; música: José Asunción Flores)
- Mburicao (José Asunción Flores)
- Cigarra, Tonta Cigarra (Maneco Galeano)
- Corazón (Mauricio Cardozo Ocampo)
- Ya Te Perdoné (Aníbal Lovera)
- Renacerá El Paraguay (Herminio Giménez)
- Aquel Ayer (Neneco Norton)
- Alto Paraná (Herminio Giménez)
- Canción De Ayer (Aparicio de los Rios)
- Pyapy Mbarete, en español Fuerte Pulso (Ricardo "Pilo" Lloret)
- Cuando Los Lapachos Salpiquen Su Flor (Ricardo "Pilo" Lloret)
- Canción De Esperanza (Herminio Giménez)
- Recuerdos Del Paraguay (Demetrio Ortiz)
- Alma Vibrante (Agustín Barboza)
- Guarania Rembiapohara (Ricardo "Pilo" Lloret)
- Te Aguardo (letra: José Antonio Bilbao; música: Eladio Martínez)
- Peregrino De Asunción (letra: Rudi Torga; música: Carlos Noguera)
- Lejana Flor (Eladio Martínez y Emigdio Ayala Báez)
- La Canción Del Mimby (autor: Emilio Bobadilla; interpretado por Alberto de Luque)
- Ruego y Camino (Agustín Barboza)
- Te Sigo Esperando (letra: Ben Molar; música: Florentín Giménez)
- Cerro Corá (letra: Félix Fernández; música: Herminio Giménez)
- Nostalgia De Mi Solar (letra: Carlos Federico Abente; música: Prudencio Giménez)
- Mi Destino (autor: Mauricio Cardozo Ocampo; interpretado por Ricardo Flecha)
- Che Sy Poraitépe (Miguel Augusto Carles)
- Ofrenda A Mamá (Miguel Ángel Caballero y Esteban Gaona)
- Te Vuelvo A Encontrar (Carlos Sosa Melgarejo)
- Anahí (Osvaldo Sosa Cordero)
- Añoranza (Mauricio Cardozo Ocampo)
- Donde La Guarania Crece (Maneco Galeano)
- Septiembre En Tu Piel (Rafael Paeta)
- Kerasy (letra: Manuel Ortiz Guerrero; música: José Asunción Flores)